# De förlorade och de räddade
De förlorade och de räddade (originaltitel: I sommersi e i salvati) är en essäsamling från 1986 av den italienske författaren och förintelseöverlevaren Primo Levi. Boken publicerades på svenska 2013 i översättning av Barbro Andersson. De förlorade och de räddade ingår i samlingsvolymen Tre böcker tillsammans med Är detta en människa? och Fristen.
Primo Levi gick i oktober 1943 med i en partisangrupp. Denna infiltrerades dock av den fascistiska milisen och gruppens medlemmar greps i december samma år. Levi, som var jude, hamnade i ett interneringsläger Fossoli nära Carpi och i februari 1944 deporterades han till Auschwitz. Levi uttogs till arbete i lägret Monowitz. De förlorade och de räddade handlar om Levis erfarenheter och upplevelser i detta läger. I boken avhandlar han bland annat minnets felbarhet, nazisternas metoder att bryta ner den enskilde fångens vilja samt våldets inverkan på fångarna.